# Robin Stjernberg
Robin Stjernberg est un chanteur suédois, né le 22 février 1991 à Hässleholm en Suède.
Il faisait partie du groupe What's Up avec Eric Saade notamment avant de commencer sa carrière solo.
Le 9 mars 2013, il a remporté le Melodifestivalen 2013 et a représenté la Suède au Concours Eurovision de la chanson 2013 à Malmö avec la chanson You. Il terminera à la 14e place avec un total de 62 points.